# Аттан, Дэвид
Дэвид Аттан (англ. David Attan; род. 15 декабря 1948) — кенийский боксёр, представитель средних и полусредних весовых категорий. Выступал за национальную сборную Кении по боксу в 1970-х годах, чемпион Африки, бронзовый призёр Игр Содружества, победитель и призёр многих турниров международного значения, участник летних Олимпийских игр в Мюнхене.

## Биография
Дэвид Аттан родился 15 декабря 1948 года.
Впервые заявил о себе в боксе на взрослом международном уровне в октябре 1969 года, когда вошёл в основной состав кенийской национальной сборной и в зачёте полусредней весовой категории одержал победу на международном турнире в Западном Берлине.
В 1970 году побывал на Играх Содружества в Эдинбурге, откуда привёз награду бронзового достоинства — в полуфинале первого среднего веса был остановлен представителем Замбии Джулиусом Луипой.
В 1972 году выиграл домашний чемпионат Африки в Найроби, в частности в решающем финальном поединке взял верх над угандийцем Джоном Опио. Благодаря череде удачных выступлений удостоился права защищать честь страны на летних Олимпийских играх в Мюнхене — уже на предварительном этапе категории до 71 кг в своём стартовом поединке техническим нокаутом во втором раунде потерпел поражение от финна Микко Сааринена и сразу же выбыл из борьбы за медали.
После мюнхенской Олимпиады Аттан ещё в течение некоторого времени оставался в составе боксёрской команды Кении и продолжал принимать участие в крупнейших международных турнирах. Так, в 1980 году он отметился победой в среднем весе на международном турнире Intercup в Дуйсбурге, где в финале выиграл у болгарина Костадина Фолева.